# Битка при Нервинден (1693)
Вижте пояснителната страница за други значения на Битка при Неервинден.
Битката при Неервинден (или при Ланден) се състои на 29 юли 1693 г. в Нидерландия по време на Деветгодишната война. Това е едно от най-кървавите сражения на своето време, макар че не е решаващо за изхода на войната. То представлява триумф на военния гений на маршал дьо Люксамбур, докато неговият противник крал Уилям III се изтегля в боен ред и без паника.

## Съотношение на силите
Броят на войниците в двете армии не е напълно изяснен поради недостиг на информация. Авторите или пропускат това, или се ограничават с изявлението, че французите били повече. Цифрите, които се срещат, противоречат. Числеността на френската армия се изчислява между 40 и 70 хил. войници: 70 000 според Едуард Хейл, 66 000 според Джон Чайлдс, 60 000 според Жак Буланже, 40 000 според Дейвид Егънбъргър. Срещу тях стои съюзническа армия от англичани, холандци, бранденбургски и хановерски войници. За техния брой цари по-голямо единодушие – около 50 000 души.

## Ход на битката
Кампаниите в Нидерландия през тази война се водят с преимущество на французите, командвани от непобедения дотогава маршал дьо Люксамбур. Той вече е спечелил две сериозни победи – при Фльорюс през 1690 и при Щайнкирк през 1692 г. Кампанията от 1693 г. започва с идването на армия от 110 000 души, начело със самия Луи ХІV. Тя се разполага край Намюр. Срещу нея Уилям може да извади общо около 70 000 войници и вижда, че трудно може да се противопостави. Неочаквано френският крал отделя почти половината си войски и ги праща в Германия, при което равновесието се променя. В началото Уилям не вярва, но новината се потвърждава. Люксамбур, който гневно се е противопоставил на това развитие на събитията, остава само с 60 000 войници или малко повече. И съюзниците трябва да оставят хора като гарнизони, което редуцира армията им.
Уилям заема позиции пред Брюксел – на около 20 км на юг, за да го предпазва. В това време Люксамбур превзема крепостта Юи – толкова бързо, че английският крал не може да ѝ помогне. После французите се насочват към Лиеж. Уилям изпраща там малка сила. Това се оказва трик – така маршалът отслабва още противниковата армия. На 28 юли 1693 г. Люксамбур пристига при съюзническите позиции и вижда, че са добре организирани – с две реки отляво и отдясно и три села в тила им: Лаер, Неервинден и Ромсдорф. В центъра на линиите си Уилям поставя полк от френски хугеноти, напуснали Франция след отмяната на Нантския едикт и след т. нар. Драгонади. Битката се състои от три атаки на французите, първите две отблъснати. И двете страни се сражават с крайно ожесточение: Уилям пада под убития си кон и едва оцелява, докато Люксамбур също е на косъм от смъртта, спасен с тялото на собствения си син. Всички главнокомандващи на френската армия – високопоставени аристократи като Конде, синът на Великия Конде, херцог дьо Шартър, племенник на Луи ХІV, принц дьо Конти, също роднина на краля – те се бият в най-големите мелета и лично убиват врагове. Третата атака се оказва неотразима. Когато вижда началото ѝ, Уилям изрича прочутите си думи: „О, каква нахална нация!“

## Последици
Загубите са колосални. За един ден загиват над 20 хил. души, от които около 8 хил. французи и 12 хил. съюзници. Ранените при съюзниците също са много. С тях общият брой на жертвите им достига 19 хил. Отново обаче победените не са разгромени и могат да продължат съпротивата. Така тази битка влиза в числото на всички, за които Волтер казва, че „носели голяма слава, но малко удовлетворение... Крал Уилям винаги се оттеглял с достойнство и само след две седмици трябвало да бъде удрян отново, за да се спечели надмощие в кампанията“. Същият автор находчиво казва, че за нея било по-добре да се пее De profundis, отколкото Te Deum (тоест „от бездната“ вместо „в името на Бога“).
Сражението при Неервинден не променя особено хода на войната, нито дори конкретната ситуация в Нидерландия. Уилям съумява дори с цената на поражението си да спаси Брюксел и Лиеж. Това е последният голям триумф на Люксамбур, който отнася в църквата Нотър Дам в Париж толкова знамена, че шеговито е наричан неин тепицер. Той умира в началото на 1695 г. Войната завършва две години по-късно с договор, според който Луи ХІV се отказва от окупациите от времето на Реюниона, но все пак задържа важния град Страсбург.